# Gongrodiplosis latipes
Gongrodiplosis latipes är en tvåvingeart som först beskrevs av Ephraim Porter Felt 1908.  Gongrodiplosis latipes ingår i släktet Gongrodiplosis och familjen gallmyggor.
Artens utbredningsområde är New York. Inga underarter finns listade i Catalogue of Life.